# Bisdom Kisii
Het bisdom Kisii (Latijn: Dioecesis Kisiiana) is een rooms-katholiek bisdom met als zetel Kisii, in Kenia. Het bisdom is suffragaan aan het aartsbisdom Kisumu. 

## Geschiedenis
Het bisdom werd opgericht op 21 mei 1960, uit delen van het bisdom Kisumu, en was suffragaan aan het aartsbisdom Nairobi. Op 21 mei 1990 veranderde het van kerkprovincie en werd suffragaan aan het nieuw verheven aartsbisdom Kisumu. Op 18 oktober 1993 verloor het gebied bij de oprichting van het bisdom Homa Bay. 

## Parochies
Het bisdom had in 2021 een oppervlakte van 2.196 km2 en telde 2.719.990 inwoners waarvan 26,6% rooms-katholiek was.

## Bisschoppen
- Maurice Michael Otunga (21 mei 1960 - 15 november 1969)
- Tiberius Charles Mugendi (15 november 1969 - 17 december 1993)
- Joseph Mairura Okemwa (19 december 1994 - heden)